# Rolf Dieter Brinkmann
Pour les articles homonymes, voir Brinkmann.
Rolf Dieter Brinkmann (Vechta, 16 avril 1940 – Londres, 23 avril 1975) est un écrivain et poète allemand.

## Œuvres

### Romans
- Keiner weiß mehr

### Poésies
- Was fraglich ist wofür.
- godzilla
- Die Piloten
- Standphotos
- Gras,
- Westwärts 1&2

### Journaux
- Rom, Blicke, posthume Rowohlt 1979
- Erkundungen für die Präzisierung des Gefühls für einen Aufstand: Träume, Aufstände, Gewalt, Morde : Reise, Zeit, Magazin: die Story ist schnell erzählt (Tagebuch) , posthume Rowohlt 1987
- Schnitte, posthume Rowohlt 1988

## Œuvres publiées en français
- La lumière assombrit les feuilles, (Gallimard, 1971) ; le roman Keiner weiß mehr, traduction du Jean-Louis Pontaubert.
- Rome, regards (Quidam éditeur, 2008) ; « Rom, Blicke », journal d'un séjour à la Villa Massimo, publié à titre posthume, traduit par Martine Rémon, a reçu le Prix Halpérine-Kaminski Découverte 2008. Présentation de l'ouvrage sur le site de l'éditeur

## Posthume
- Société Rolf-Dieter-Brinkmann (1992-2013) à Vechta, la ville natale de l'auteur.